# Abolla pellicosta
Abolla pellicosta là một loài bướm đêm trong họ Erebidae.